# Sturmpanzerwagen Oberschlesien
Sturmpanzerwagen Oberschlesien (в переводе с нем. Штурмовой танк «Верхняя Силезия») — немецкий проект экспериментального танка периода Первой мировой войны. Танк имел ряд весьма прогрессивных конструкторских решений, однако из-за поражения Германии в войне проект так и не был реализован в металле.

## История создания
К 1918 году боевые действия выявили огромное количество недостатков немецкого тяжёлого танка A7V. В целях найти «тяжёлой походной кухне» замену, Военное министерство Германии объявило конкурс на новый проект танка. Итогом этого конкурса стало появление в течение 1918 года большого количества различных проектов танков, причём как тяжёлых, так и лёгких.
Из всех проектов «тяжёлых штурмовых танков», представленных на рассмотрение Военного министерства, проект «Oberschlesien» («Верхняя Силезия»), разработанный фирмой «Oberschlesishe Huttenwerke» («Верхнесилезский сталелитейный завод»), представлял наибольший интерес. Танк боевой массой 19 тонн вооружался 57-мм пушкой и двумя пулемётами во вращающихся башнях. Корпус танка защищался 10-14-мм броней, надёжно защищавшей экипаж в составе 5 человек от пуль и осколков снарядов, а 180-сильный двигатель разгонял машину до 16 км/ч. Оригинальная ходовая часть обеспечивала неплохую проходимость.
Столь многообещающий проект справедливо привлёк внимание Ставки, и 5 октября 1918 года фирма «Oberschlesishe Huttenwerke» получила заказ на постройку двух опытных образцов. Для ускорения работ неделю спустя на фирме было принято решение разработать машину «Oberschlesien II», использовавшую уже готовое шасси типа «Холт-Катерпиллер». Но ни «Oberschlesien», ни «Oberschlesien II» так и не вышли из заводских цехов — 11 ноября 1918 года Первая мировая война закончилась поражением Германии.

## Описание конструкции

### Корпус
Танк «Oberschlesien» имел компоновку, впоследствии ставшую классической — с передним расположением отделения управления, средним — боевого и задним — моторно-трансмиссионного. Бронирование танка состояло из бронелистов толщиной от 10 до 14 мм.

### Вооружение
Вооружение размещалось в два яруса по многобашенной схеме. Главное вооружение танка — 57-мм пушка — устанавливалась в цилиндрической башне кругового вращения с командирским куполом, образовывавшей второй ярус вооружения. Вспомогательным оружием являлись два пулемёта MG.08, размещавшиеся в малых цилиндрических башнях первого яруса, спереди и сзади от главной башни. При этом главная башня несколько нависала над малыми. Таким образом, можно утверждать, что «Oberschlesien» был первым разработанным многобашенным танком.

### Двигатель
Двигатель авиационного типа AS3 «Аргус» мощностью 180 л. с. при планируемом весе танка 19-20 т обеспечивал машине удельную мощность 9 л. с./т и мог разогнать танк до 16 км/ч — скорости, весьма впечатляющей для танка тех времён. Запас бензина составлял 1000 л — вдвое больше, чем у A7V.

### Ходовая часть
Ходовая часть собственной разработки фирмы «Oberschlesishe Huttenwerke» имела весьма оригинальную конструкцию. Наиболее интересной её чертой было среднее расположение ведущего колеса — оно входило в зацепление с верхней ветвью гусеницы и прикрывалось броней. Из-за этого танк немного напоминал колесный пароход-броненосец.

### Экипаж танка
Экипаж танка состоял из пяти человек: командира, заряжающего (осн. орудие), механика-водителя и двух пулемётчиков.

## Оценка машины
Несмотря на то, что работы по танку «Oberschlesien» так и не вышли из стадии проектирования, он представляет собой важную веху в мировой истории танкостроения. Причиной этого в первую очередь является применение разработчиками ряда конструктивных решений, ставших впоследствии классическими. В частности, конструкторы «Oberschlesishe Huttenwerke» впервые для тяжёлого танка предложили установление вооружения исключительно в башнях, а многобашенная схема, впервые предложенная на этом танке, активно использовалась по всему миру в 1930-х годах.
После войны, на основе этого проекта Германией был создан танк «Panzerkampfwagen Neubaufahrzeug», что подтверждается названием танка.